# FOXL2NB
FOXL2NB (англ. FOXL2 neighbor) – білок, який кодується однойменним геном, розташованим у людей на 3-й хромосомі. Довжина поліпептидного ланцюга білка становить 175 амінокислот, а молекулярна маса — 18 625.
| 10         |  | 20         |  | 30         |  | 40         |  | 50         |
| ---------- |  | ---------- |  | ---------- |  | ---------- |  | ---------- |
| MTRTPVGSAR |  | TRPKPRKLGP |  | QRGKALQASS |  | RLSESPALVK |  | KRMPDACTLG |
| RAGIGLPKMC |  | LHMAVRHSKA |  | QKTGPGILQQ |  | RQKPPAPRAS |  | GGPALLGKRR |
| GCSEAGSASL |  | EPLSSSRAAA |  | GCLNQVPLSP |  | FLAGPRNTRR |  | LPAPERERIE |
| LAATLCLEGW |  | PLRCLASKGK |  | LHCVY      |  |            |  |            |

A: Аланін

C: Цистеїн

D: Аспарагінова кислота

E: Глутамінова кислота

F: Фенілаланін

G: Гліцин

H: Гістидин

I: Ізолейцин

K: Лізин

L: Лейцин

M: Метіонін

N: Аспарагін

P: Пролін

Q: Глутамін

R: Аргінін

S: Серин

T: Треонін

V: Валін

W: Триптофан